# پمافیبرات
پمافیبرات (انگلیسی: Pemafibrate) یک آگونیست گیرنده آلفا (PPARα) فعال شده با تکثیرکننده پراکسی‌زومی است.